# Sampson von Konstantinopel

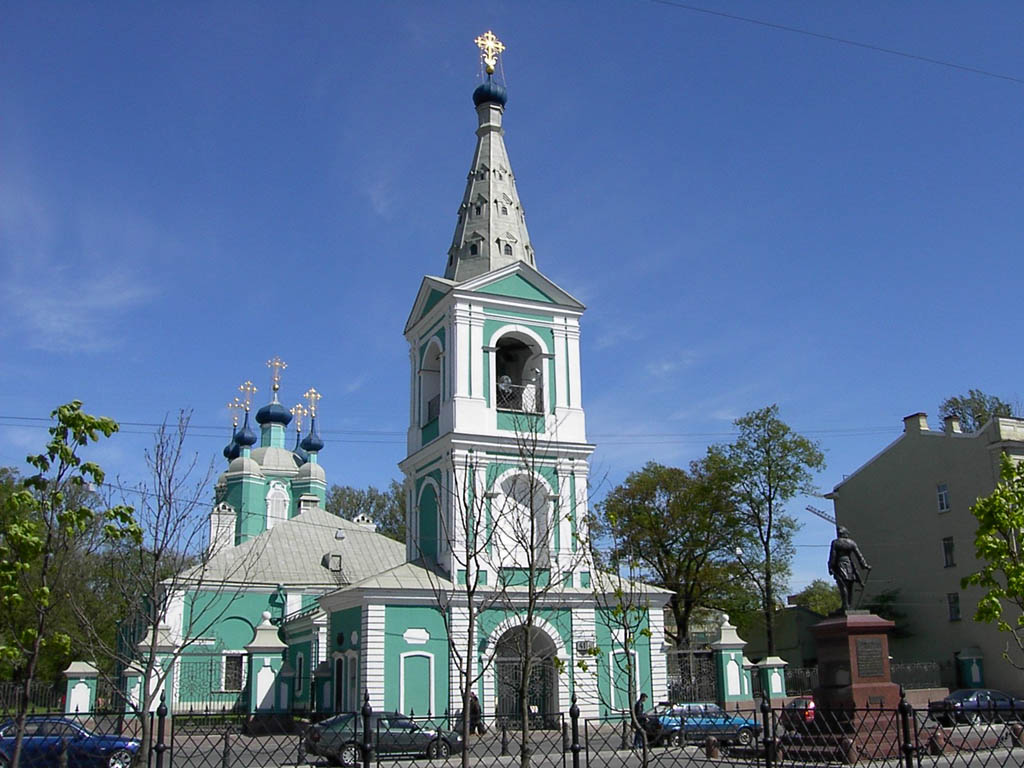
St. Sampson-Kathedrale in St. Petersburg

Sampson von Konstantinopel († um 530), er ist auch unter der Namensbezeichnung „Sampson der Gastfreundliche“ bekannt, war nach den Erzählungen ein Priester und Arzt. Er wird in der römisch-katholischen Kirche als Heiliger verehrt, in der griechisch-orthodoxen Kirche zählt er zu den „Anargyri“, den „heiligen Ärzten“, die unentgeltlich Hilfe leisteten.

## Leben
Sampson war ein reicher Römer, der als Arzt nicht nur Kranken, sondern auch Armen half. In Konstantinopel spendete er  sein ganzes Hab und Gut für den Bau eines Hospitals, welches nach ihm benannt wurde und auch als Pilgerherberge genutzt wurde. Der Patriarch von Konstantinopel weihte ihn zum Priester. Der oströmische Kaiser Justinian I. (um 482–565), der von Sampson geheilt worden war, setzte ihn zum Verwalter des kaiserlichen Fremdenheimes ein.
Der Name Sam(p)son bedeutet auf Hebräisch „Kind der Sonne“. Der Gedenktag Sampsons von Konstantinopel ist der 27. Juni (der nach julianischer Kalenderrechnung auf den 10. Juli des gregorianischen Kalenders fällt).